# Игор Џамбазов
Игор Џамбазов (Скопље, 15. јул 1963) македонски је глумац.
Отац му је композитор, маестро Александар Џамбазов, а мајка глумица Анче Прличкова-Џамбазова. Деда по мајци му је Петре Прличко, познати македонски глумац.
Аутор је биографске књиге „Голи човек“ („Гол човек“, „Arbutus andrachne“).